# Lycaena cuneata
Lycaena cuneata är en fjärilsart som beskrevs av Tutt 1906. Lycaena cuneata ingår i släktet Lycaena och familjen juvelvingar. Inga underarter finns listade i Catalogue of Life.